# ميك جونز
ميك جونز (بالإنجليزية: Mick Jones) (و. 1955  م) هو عازف قيثارة، وموسيقي، وكاتب أغاني بريطاني.

## التعليم
تعلم في مدرسة ستراند ‏.

## وصلات خارجية
- ميك جونز على موقع IMDb (الإنجليزية)
- ميك جونز على موقع ميوزك برينز (الإنجليزية)
- ميك جونز على موقع رولينغ ستون (الإنجليزية)
- ميك جونز على موقع قاعدة بيانات برودواي على الإنترنت (الإنجليزية)
- ميك جونز على موقع إن إن دي بي (الإنجليزية)
- ميك جونز على موقع أول ميوزيك (الإنجليزية)
- ميك جونز على موقع ديسكوغز (الإنجليزية)
- ميك جونز على موقع قاعدة بيانات الفيلم (الإنجليزية)

- ميك جونز في قاعدة بيانات الأفلام على الإنترنت